# Марукян, Эдмон Грачикович
Эдмон Грачикович Марукян (арм. Էդմոն Հրաչիկի Մարուքյան; род. 13 января 1981, Кировакан, Армянская ССР, СССР) — армянский правозащитник, политик, депутат Национального собрания Армении пятого, шестого и седьмого созывов, глава фракции Просвещённая Армения Национального собрания Армении седьмого созыва, первый заместитель председателя Комитета ПАСЕ по правам человека и правовым вопросам, один из основателей партии Просвещённая Армения и Блока Елк (Исход). С марта 2022 года — посол по особым поручениям.

## Биография
Эдмон Марукян родился 13 января 1981 года в Кировакане. Он учился в школе № 6 города Кировакан. Затем служил в Вооружённых силах Армении.
В 2002 году окончил юридический факультет Московского государственного университета коммерции со степенью бакалавра права.
В 2006 году получил квалификацию специалиста по защите прав человека в Хельсинкском фонде по правам человека в Варшаве.
В 2007 году окончил Академию государственного управления Армении со степенью магистра права.
В качестве стипендиата изучал права человека и международное право на юридическом факультете Университета Миннесоты в США, где получил степень магистра права в 2010 году.
Помимо юридического образования, Марукян участвовал во многих специализированных курсах по адвокации и правам человека в Армении, Польше, Венгрии, США, Швейцарии, Дании, Франции, Германии и России.
С 2001 года Марукян активно участвует в правозащитной деятельности в Армении. Он был главой нескольких неправительственных правозащитных организаций. С 2007 по 2008 год он читал лекции по философии и политологии в Ванадзорском государственном университете.
С 2008 года Марукян является членом Адвокатской палаты Армении. Он также является автором статей и докладов о правах человека в Армении.
С 2001 года он специализируется на защите прав человека и принимает активное участие в укреплении демократии и гражданского общества в Армении.
В период с 2002 по 2004 год был руководителем юридического отдела информационной общественной организации «Медиа Групп».
В 2003 году стал членом Координационного Совета «Международной сети Молодёжного движения в области прав человека».
С 2005 по 2006 год являлся членом Общественной мониторинговой группы по мониторингу мест содержания под стражей Полиции Республики Армения, а в 2006 году избран председателем группы.
С 2005 по 2012 год являлся членом наблюдательской группы, осуществляющей общественный контроль в уголовно-исполнительных учреждениях и органах Министерства юстиции РА. Он предоставлял юридические консультации ряду проектов, защищал граждан на судебных слушаниях, проводил стратегические судебные процессы, рассматривая дела в Европейском суде по правам человека.
В 2006 стал членом-учредителем международной организации «Молодёжная сеть по образованию в области прав человека».
В 2008 году Марукян стал председателем правозащитной организации «Центр стратегических судебных процессов».
В 2008—2012 годах работал партнёром, юристом в адвокатском бюро ООО «Популекс».
В период с 2010 по 2012 год был национальным экспертом международной правозащитной организации Human Rights Watch.
6 мая 2012 года избран депутатом Национального Собрания по избирательному округу № 30, включающему в себя его родной город Ванадзор и несколько близлежащих сёл.
В 2012—2017 годах — член Постоянной комиссии НС по государственно-правовым вопросам. В 2012—2014 годах — член Постоянной комиссии НС по защите прав человека и общественным вопросам. В 2012—2017 годах — член Постоянной комиссии НС по внешним связям. В 2014—2017 годах — член Постоянной комиссии НС по обороне, национальной безопасности и внутренним делам.
В 2015 году основал партию «Просвещённая Армения» и стал её председателем.
12 декабря 2016 года стал одним из основателей блока Елк и возглавил его список на парламентских выборах в Армении 2017 года, на которых вновь был избран депутатом Национального собрания Армении (НС).
В 2017—2019 годах — депутат НС (блок партий Елк). Член Постоянной комиссии НС по государственно-правовым вопросам и защите прав человека. Член фракции Елк.
4 ноября 2018 года, заявил, что его партия «Просвещённая Армения» совместно с другой партией из блока «Елк» «Республика» выдвинет собственные списки на досрочных парламентских выборах в Армении 2018 года и выступит на них отдельно от партии Никола Пашиняна «Гражданский договор».
9 декабря 2018 года избран депутатом НС по избирательному округу N 3 территориального избирательного списка партии Просвещённая Армения.
27 января 2021 года Марукян был переизбран первым заместителем председателя Комитета ПАСЕ по правам человека и правовым вопросам. У главы комитета 3 заместителя. Комитет состоит из 91 члена, представляющих национальные парламенты 47 государств-членов Совета Европы. Комитет имеет 3 подкомитета. В марте 2022 был назначен послом по особым поручениям.
Автор и соавтор ряда статей, аналитических пособий и докладов по правам человека.

## Взгляды
Считает, что краеугольным камнем и гарантией развития и установления демократии является установление правопорядка и верховенства права.
Согласно принципу верховенства права, исполнительная власть и должностные лица подчиняются закону и подотчётны закону. Существует конституционный и институциональный инструментарий, который создаёт уравновешивающие механизмы, ограничивая полномочия исполнительной власти и должностных лиц и обеспечивая их подотчётность перед обществом. Ветви власти перераспределяются так, что ни у кого из них не может быть неконтролируемой власти. Эффективный надзор за исполнительной властью осуществляется законодательными и судебными органами, независимыми надзорными органами, институтами гражданского общества и средствами массовой информации.
Марукян уверен, что одной из основных черт правопорядка государства является устранение коррупции.
Выступает за Открытое Правительство, которое свободно предоставляет необходимую информацию, даёт гражданам соответствующие инструменты для обеспечения подотчётности правительства и способствует участию граждан в разработке государственной политики.
Разработал проект создания рабочей группы по сбору фактов для изучения обстоятельств 44-дневной войны в Карабахе. В соответствии с этим проектом, в группе должны быть представлены политические силы, занявшие первые шесть мест во время последних парламентских выборов (3 парламентские силы — по 4 представителя, 3 внепарламентские — по 1), а также омбудсмен. В целом в группу по сбору фактов должны войти 16 человек.
Предложил подписание нового всеобъемлющего соглашения о безопасности с Россией, которое бы объединило все имеющие договорённости о стратегическом военно-политическом партнёрстве между Арменией и Россией, включив туда пункт о создании второй военного гарнизона, который будет дислоцироваться в области Сюник, граничащей с Азербайджаном на юге страны. Гарнизон станет, с одной стороны, опорой эффективной, динамичной деятельности российских миротворческих сил в Карабахе, с другой стороны, гарантом долгосрочного мира и безопасности в регионе и безопасности единственной автомобильной трассы, связывающей ЕАЭС с Ираном.
Выступает за активное вовлечение диаспоры в жизнь Армении для решения общенациональных вопросов. По мнению Марукяна, необходимо создать конституционные и законодательные возможности для вовлечения армян со всего мира к работе в государственных органах для использования широкого человеческого капитала во имя развития Армении.
Считает необходимым коренные изменения в работе армянской дипломатической команды, обеспечение высокого качества армяно-российских отношений, проведение инициативной политики с союзными и другими государствами, а также инициирование защиты нарушенных прав Армении в международных судах.
Проводит серьёзную работу по защите интересов Армении и Армянства по линии парламентской дипломатии, в частности в ПАСЕ.

## Семья
Женат, имеет троих детей.